# Лосєв Олександр Миколайович
Олекса́ндр Микола́йович Ло́сєв (27 травня 1949 — 1 лютого 2004) — радянський і російський співак, соліст гурту «Цвєти» («Квіти»), виконавець популярних пісень «Зірочка моя ясна», «Є очі у квітів», «Більше життя», «Колискова» та інших.

## Біографія
Народився 27 травня 1949 року в родині секретаря Московського міськкому партії. З 1956 по 1966 навчався в школі, з 1966 по 1971 — в Московському інституті радіотехніки, електроніки і автоматики (МІРЕА).
В період з 1969 по 1971 познайомився з Стасом Наміним, з яким розпочав спільну творчу самодіяльність. В 1971 році разом зі Стасом Наміним брав участь в ансамблі Олексія Козлова. Олександр Лосєв — соліст і бас-гітарист, Стас Намін — електрогітара.
У 1971 році познайомився і почав творчу роботу з Володимиром Семеновим та Сергієм Дьячковим. Для підготовки і запису перших двох платівок був створений колектив, що складався з Стаса Наміна (електрогітара), Олександра Лосєва (вокал, бас-гітара), Володимира Семенова (акустична гітара), Сергія Дьячкова (піаніно), Юрія Фокіна (барабани), який в подальшому став відомий під назвою «Цвєти».
В 1972—1973 роках брав участь в записі на фірмі «Мелодія» перших двох платівок ВІА «Цвєти». В 1973 році вийшла перша платівка з піснями: «Не треба», «Є очі у квітів» і «Зірочка моя ясна». Всі сольні партії пісень з платівки були виконані Олександром Лосєвим.
1974 року вийшла друга платівка групи «Цвєти», на якій майже всі пісні були виконані Лосєвим.
У 1974 році одружився. Цього ж року почав професійну роботу в Московській обласній філармонії солістом ВІА «Квіти»: вокал і бас-гітара — О. Лосєв, гітара — К. Нікольський, барабани — Ю. Фокін, клавішні і музичне керівництво — О. Слизунов. Стас Намін став художнім керівником ВІА «Цвєти».
У 1977 році в сім'ї Лосєвих народився син Микола.
З 1980 року Олександр Лосєв працював солістом в «Групі Стаса Наміна». У 1983 році брав участь в записі опери Олександра Градського «Стадіон». А.Лосевим була виконана партія Лейтенанта, одна з головних в опері.
В дев'яності роки померли батьки Лосєва, а у вересні 1995 року помер єдиний син.
У 2003 році Лосєв переніс складну операцію з видалення злоякісної пухлини.
23-25 січня 2004 Олександр Лосєв останній раз виконав свої відомі пісні в Хайфі та Тель-Авіві (Ізраїль).
Помер від серцевого нападу 1 лютого 2004 ріку на дні народження Світлани Александрової. Похований в Москві на Введенському кладовищі.